# Sarracenia
Sarracenia L., 1753 è un genere di piante carnivore della famiglia delle Sarraceniaceae, diffuso in Nord America.

## Descrizione

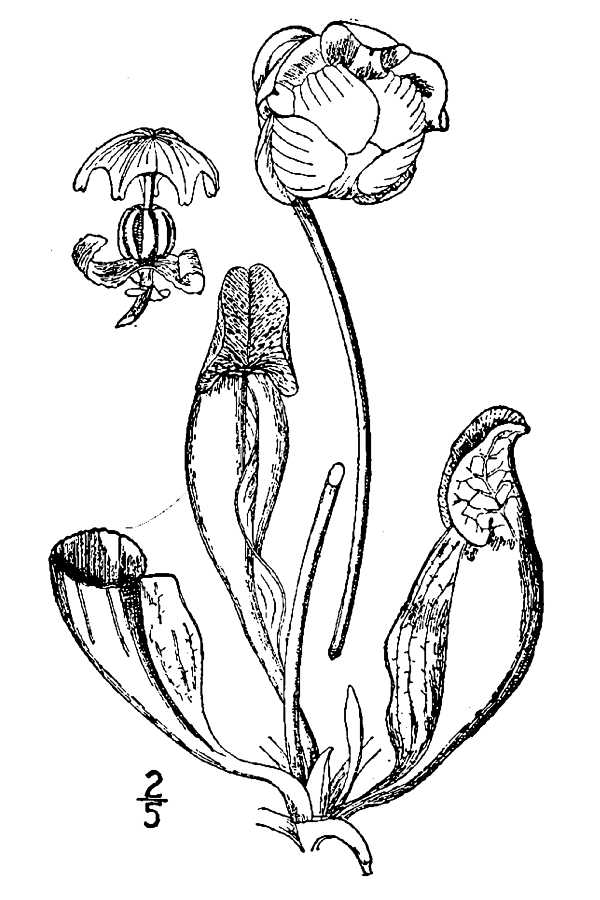
Anatomia di S. purpurea

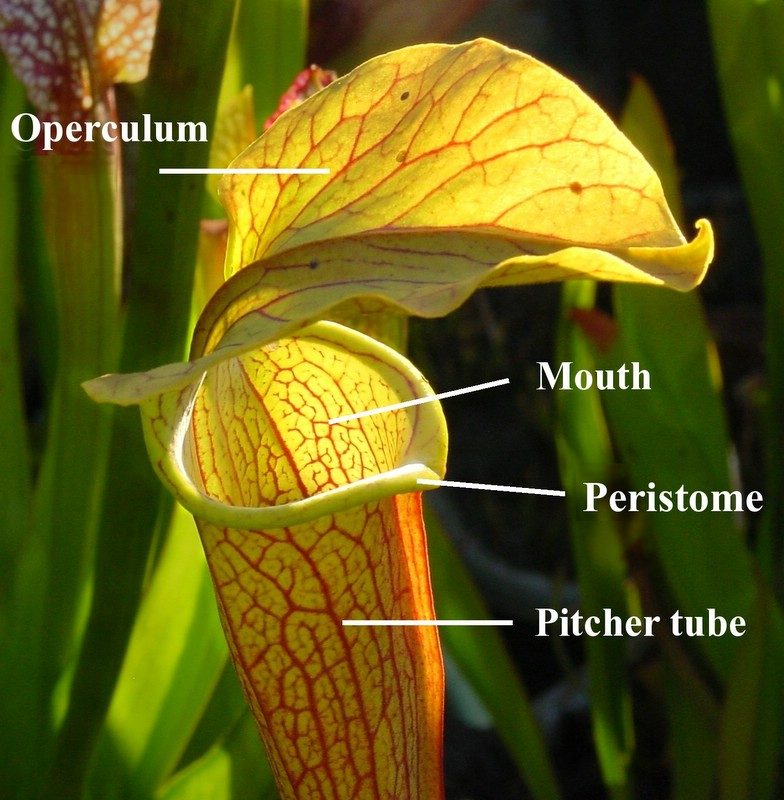

Le piante del genere Sarracenia sono erbacee e perenni, dotate di rizomi.

Le foglie sono di forma tubulare organizzate in rosette basali.
Si sono evolute in una sorta di imbuto in grado di intrappolare insetti. Le foglie producono, inoltre, enzimi per digerire le prede. Gli insetti sono attratti sia da una secrezione nettarina sia da una combinazione di colori e profumi.
La trappola consiste in un tubo verticale (ascidio) la cui sommità è parzialmente coperta da un opercolo. L'estremità anteriore dell'ascidio è detta peristoma.
L'interno dell'ascidio può essere suddiviso, a seconda delle specie, in 3-5 zone distinte: la zona 1 è l'opercolo, la zona 2 è il peristoma, le zone 3 e 4 (che in alcune specie sono unificate) e la zona 5 (presente soltanto in S. purpurea) contengono strutture specializzate per la cattura delle prede e la digestione. Ciascuna di queste zone ha specifiche funzioni, con corrispondenti caratteristiche morfofisiologiche.
- Zona 1: Opercolo. Nella maggior parte delle specie l'opercolo copre, almeno parzialmente, l'imboccatura dell'ascidio, evitando che la pioggia cada al suo interno. L'opercolo ha anche la funzione di indirizzare la preda verso l'apertura della trappola, grazie ad una combinazione di colori, odori e alla peluria diretta verso il basso. Alcune specie, in particolare S. minor e S. psittacina, hanno un opercolo particolarmente inclinato verso l'esterno dell'ascidio. In queste specie gli opercoli sono ornati da "finestre" prive di clorofilla, trasparenti, che confondono le prede spingendole a volare attraverso queste false aperture, facendoli cadere nell'ascidio. (Un sistema simile, più specializzato, si trova nella strettamente imparentata Darlingtonia californica).
- Zona 2: Peristoma e ingresso della trappola. Questa zona comprende principalmente il peristoma, che produce nettare in abbondanza, attirando gli insetti e spingendoli a posarsi su di esso. La superficie del peristoma è piuttosto scivolosa, a causa di sostanze cerose presenti su di esso. Questa zona comprende anche la parte superiore, cerosa, dell'ascidio. Muoversi su questa zona è piuttosto rischioso, infatti i depositi cerosi presenti sulla sua superficie causano la perdita di equilibrio agli insetti più incauti, facendoli cadere nell'ascidio.
- Zona 3: Posta sotto della Zona 2, questa zona possiede una superficie fogliare su cui è impossibile muoversi, a causa della presenza di una fitta e sottile peluria rivolta verso il basso. Gli insetti, una volta arrivati qui, non hanno più scampo. Sono presenti ghiandole digestive, che immettono enzimi nel fluido digestivo.
- Zona 4: Questa è la zona finale di molte specie. Riempita di fluidi digestivi, assorbe i nutrienti rilasciati dagli insetti grazie all'azione degli enzimi e dei batteri nell'ascidio. Questa zona, dove sono presenti altre ghiandole digestive, presenta una peluria più rigida, sempre rivolta verso il basso, che rende impossibile la fuga dai fluidi digestivi.
- Zona 5: Questa zona, localizzata sotto la Zona 4 e presente solo nella S. purpurea, è liscia, glabra, senza ghiandole, e non è utile all'assorbimento dei nutrienti. La sua funzione è sconosciuta; probabilmente serve come deposito per le parti non digeribili degli insetti.

## Distribuzione e habitat
La maggior parte delle specie del genere Sarracenia ha un areale ristretto alla costa sud-orientale degli Stati Uniti; solo l'areale della S. purpurea si estende a nord sino alla zona dei Grandi Laghi e nel sudest del Canada.
Al di fuori del suo territorio di origine S. purpurea è stata introdotta in alcuni paesi europei, ove si è naturalizzata. Tra questi la Svizzera, ove esiste una popolazione, nel massiccio alpino del Giura, nota da oltre un secolo, in Irlanda, Gran Bretagna e Germania.
Come altre piante carnivore vivono in ambienti umidi, con un basso pH (tra 3 e 4,5), i cui nutrienti, in particolare i nitrati, sono continuamente dilavati dalle acque o resi indisponibili dal basso valore del pH. Le Sarracenie necessitano di integrare il loro apporto di nitrati mediante la cattura di prede e hanno un vantaggio competitivo rispetto alle altre piante dalle sostanze che ricavano dalle loro prede animali.

## Tassonomia
Il genere Sarracenia appartiene alla famiglia delle Sarraceniaceae, a cui appartengono anche i generi Darlingtonia e Heliamphora. Il Sistema Cronquist (1981) assegnava questa famiglia all'ordine Nepenthales, assieme alle Nepenthaceae e alle Droseraceae. La moderna classificazione APG assegna le Sarraceniaceae all'ordine Ericales, mentre colloca Nepenthaceae e Droseraceae nell'ordine Caryophyllales.
Il genere comprende le seguenti specie:
- Sarracenia alabamensis Case & R.B.Case
- Sarracenia alata (Alph.Wood) Alph.Wood
- Sarracenia flava L.
- Sarracenia jonesii Wherry
- Sarracenia leucophylla Raf.
- Sarracenia mandaiana J.R.Pitcher & W.A.Manda
- Sarracenia minor Walter
- Sarracenia oreophila (Kearney) Wherry
- Sarracenia psittacina Walter
- Sarracenia purpurea L.
- Sarracenia rubra Walter

Sono inoltre noti i seguenti ibridi:
- Sarracenia × ahlesii C.R.Bell & Case
- Sarracenia × areolata Macfarl.
- Sarracenia × catesbaei Elliott (S. flava × S. purpurea)
- Sarracenia × charlesmoorei Mellich.
- Sarracenia × courtii G.F.Wilson
- Sarracenia × excellens W.Bull
- Sarracenia × exornata W.Bull
- Sarracenia × farnhamii Rob.
- Sarracenia × flavopurpurea B.S.Williams
- Sarracenia × formosa H.J.Veitch (S. minor × S. psittacina)
- Sarracenia × gilpini C.R.Bell & Case (S. rubra × S. psittacina)
- Sarracenia × harperi C.R.Bell
- Sarracenia × mitchelliana W.Bull (S. purpurea × S. leucophylla)
- Sarracenia × moorei T.Moore & Mast. (S. flava × S. leucophylla)
- Sarracenia × naczii Mellich.
- Sarracenia × popei Mast.
- Sarracenia × rehderi C.R.Bell
- Sarracenia × swaniana Rob.
- Sarracenia × wrigleyana Anon. (S. leucophylla × S. psittacina)